# 一番星 (Suaraの曲)
「一番星」（いちばんぼし）は、Suaraの3作目のシングル。2007年2月28日にフロンティアワークスからリリースされた。

## 解説
- 「一番星」は、OVA『ToHeart2』オープニングテーマ、「I am」は、同アニメ第3巻エンディングテーマとして使用されている。
- ジャケットには、柚原このみと向坂環が描かれている。

## 収録曲
1. 一番星 [4:11]
作詞:U、作曲:石川真也、編曲:衣笠道雄
  - OVA『ToHeart2』オープニングテーマ
2. I am [4:38]
作詞:未海、作曲・編曲:衣笠道雄
  - OVA『ToHeart2』第3巻エンディングテーマ
3. 一番星 <instrumental>
4. I am <Instrumental>